# 22174 Еллісонмей
22174 Еллісонмей (2000 XG28, 1999 TQ310, 22174 Allisonmae) — астероїд головного поясу, відкритий 4 грудня 2000 року.
Тіссеранів параметр щодо Юпітера — 3,395.